# Crombie
Crombie foi uma banda de MPB, formada em 2006 na cidade de Niterói, do estado do Rio de Janeiro. Em dez anos de carreira, lançaram três discos inéditos e um álbum ao vivo.
O grupo lançou seu primeiro trabalho em 2008, de título Por Enquanto. Mas foi com Casa Amarela (2011) que a banda alcançou notoriedade nacional como um dos expoentes do novo movimento. Em sua carreira, a Crombie lançou um disco ao vivo. O último trabalho foi Como Diz o Outro (2016). No mesmo ano, a banda entrou em hiato, oficializado em 2017.

## História
Formado em 2006, o grupo passou por palcos como o Teatro Odisséia, Melt, Cinematheque Jam Club, e Teatro da UFF, além do Festival Universitário MTV. O grupo já foi finalista por duas vezes do festival "B de banda" promovido pelo Jornal do Brasil e lançou um álbum independente chamado Por Enquanto.
Dia 24 de julho, no Teatro Bradesco em Belo Horizonte o grupo lançou o seu novo CD, Casa Amarela ao vivo, com participação especial de Lorena Chaves e de Liliam Soares, integrante da banda curitibana Simonamí. Em janeiro de 2016 a banda lançou o seu quarto CD, Como Diz o Outro, com participação de Vinicius Calderoni (vocalista do grupo 5 a Seco), autor do single lançado, "Impasse" e de Jair Oliveira em "Insatisfação".
Em 2017 a banda anunciou uma pausa.[carece de fontes?]

## Formação

### Integrantes
- Paulo Nazareth - vocal, violão
- Felipe Vellozo - baixo, vocal
- Filipe Costa - violão, guitarra
- Lucas Magno - bateria, percussão
- Gabriel Luz - vocal, guitarra

## Discografia
Álbuns de estúdio
- Por Enquanto (2008)
- Casa Amarela (2011)
- Como Diz o Outro (2016)

Álbuns ao vivo
- Crombie ao Vivo no Teatro Municipal de Niterói (2014)